# Andreea Raicu
Andreea Raicu (n. 18 iulie 1977, București, România) este o vedetă de televiziune din România. A debutat ca model, câștigând câteva importante concursuri de modelling apoi a intrat în televiziune unde s-a consacrat prezentând emisiuni importante de divertisment ca Big Brother și Megastar. Este percepută ca un „fashion icon”, un promotor al stilului și bunului gust în vestimentație. Implicarea ei în modă este extrem de variată. Andreea a fost stilist pentru diverse reviste de modă, a lansat colecții împreună cu importanți designeri români, a produs și a conceput proiecte media care să promoveze stilul și vestimentația ca mod de viață. De asemenea, Andreea a inițiat și susținut de-a lungul carierei numeroase proiecte caritabile, fiind membru în consiliul director al Festivalului Brazilor de Crăciun susținut de Organizația Salvați Copiii.

## Biografie
Andreea Raicu a debutat în televiziune în 1996, după ce cu un an înainte avea să intre în atenția presei când a câștigat locul 1 la finala națională „Elite Model Look” și premiul „Best Elegance” „Elite Model Look” organizată la Seul, devenind astfel prima româncă recompensată cu un astfel de premiu.
Și-a început cariera în televiziune la postul PRO TV, unde a prezentat, pe rând, „Ora 7, Bună dimineața” (1996 - 1997) și „Pro fashion”. Din 2000, este vedetă Prima TV, unde a moderat numeroase show-uri televizate, unele live, altele înregistrate. Între acestea se numără „Reuniune de clasa”, "Stil', respectiv reality show-urile de succes Big Brother și Megastar.
Andreea Raicu a fost redactor de modă și frumusețe timp de 6 ani (1999-2005) la singura revistă autohtonă de celebrități, „Viva”, și timp de 2 ani (2006 - 2008) la revista „Look”. A scris și la cotidianul Jurnalul Național între 2002-2003, în cadrul rubricii săptămânale „Interzis bărbaților”, pentru ca în 2000 să realizeze și emisiunea de lifestyle, „Bal Mascat”, pentru ascultătorii Europa FM. Catalogată în numeroase rânduri drept un fashion icon, Andreea Raicu a lansat împreună cu designerul Irina Schrotter în 2006, o linie vestimentară numită „Irina Schrotter-Andreea Raicu”, iar trei ani mai târziu a prezentat publicului propria linie de tricouri, „Tssshirt” by Andreea Raicu.
În 2009, Andreea Raicu a debutat în lumea filmului, acceptând provocarea de a interpreta un rol principal în serialul „Efect 30”, difuzat la Prima TV.
Printre multe altele, este autoarea unui DVD cu exerciții de Tae Bo, lansat în 2007 alături de profesoara Luminița Nicolescu, și a unui Cod al bunelor ținute, DVD-ul de modă și stil intitulat „Andreea & Roxana Stylepedia” și realizat împreună cu Roxana Voloșeniuc, redactor-șef al revistei Elle România.
Andreea Raicu s-a implicat în repetate rânduri în numeroase acțiuni caritabile, fie în numele unor organizații internaționale de talia UNICEF, și Salvați Copiii, fie pentru cauze locale de ajutorare a femeilor și copiilor aflați în dificultate. A devenit purtător de cuvânt al campaniei „Fashion Targets Breast Cancer” (Moda țintește cancerul mamar).
În 2012 a lansat o carte cu rețete intitulată Mănâncă și arată bine! prin care și-a propus să aducă în atenția publicului importanța unui stil de viață sănătos. În carte se regăsesc pe lângă rețetele preferate ale Andreei și principiile de bază ale unei nutriții sănătoase. 
La sfârșitul anului 2014 decide să încheie colaborarea cu postul de televiziune Prima TV, pentru a se dedica proiectelor care o reprezintă și mai ales dezvoltării unei revistei on-line. Printre proiectele conexe care îi ocupă tot timpul se numără: conferințele motivaționale “Trăiește frumos!”, canalul său de Youtube și magazinul on-line atașat revistei, liniile de tricouri, haine și bijuterii care îi poartă numele. 
În 2015 Ministerul Afacerilor Externe al României și Fundația pentru Dezvoltarea Societății Civile au numit-o Ambasador al Solidarității Internaționale. 
În mai 2015 a lansat o colecție capsulă împreună cu Stephan Pelger, „Stephan Pelger for Andreea Raicu”. Prietenia și lunga colaborare dintre Andreea Raicu și Stephan Pelger s-a materializat într-o colecție de rochii în ediție limitată care poartă amprenta celor doi, adresată tuturor femeilor care își doresc haine cu personalitate, cu linii feminine și atractive.
Andreea Raicu a apărut de două ori pe coperta ediței în limba româna a revistei de modă Marie Claire, numarul de martie 2009, respectiv numarul de iunie 2017.

## Publicații
- Mănâncă și arată bine!, Editura AR NETWORK, 2012

## Emisiuni prezentate
- „Ora 7, Bună dimineața” - PRO TV (1996 – 1997)
- „Pro fashion” - PRO TV
- „Stil” - Prima TV (2000 - 2001)
- „Reuniune de clasă” (2001 - 2002)
- „Big Brother” - Prima TV (ambele ediții martie-iulie 2003 / martie iunie 2004)[3]
- „Totul pentru tine”
- „Ce vor fetele” (2003 - 2005)
- „Mereu prieteni” (2005)
- „Versus” (2006)
- „Megastar” - Prima TV (2006 - 2008)
- „Fabrica de Staruri” - Prima TV (2009)
- „Întâlnire pe întuneric” (2010)
- „Școala de bune maniere”[10] (2010)
- „Miss fata de la țară” - Prima TV[11] (2010-2011)
- „Mi-s băiatul de la țară”- Prima TV[12] (2011)
- „Miss fata de la țară – sezonul 2 și 3” - Prima TV[13] (2011)

## Premii
- Locul 1, la finala națională „Elite Model Look” și Premiul „Best Elegance”, „Internațional Elite Model Look” la Seul (1995)

- Premiul Globul de Cristal (acordat de revista Beau Monde) pentru „Cea mai sexy prezență feminină” (2004)

- Premiul „Femeile de succes ale anului - Cea mai sexy vedetă de televiziune”

(2004)
- Premiul pentru „Cea mai elegantă vedetă feminină” - Topurile Viva!

- Locul 1, în clasamentul „Cele mai mediatizate vedete feminine de televiziune”, la egalitate cu Andreea Marin, Top revista Story Arhivat în 7 septembrie 2011, la Wayback Machine.

- Premiul Globul de Cristal (acordat de revista Beau Monde) pentru „Cea mai elegantă vedetă feminină” (2005)

- Premiul „Cea mai bună imagine feminină - Femeile de succes ale anului”

- Premiile Nașul - „Cea mai neașteptată prezență în emisiune”

- Premiile Grupului Mix Brașov - „Premiu pentru eleganță” (2006)

- Premiile Beau Monde: Globurile de Cristal - Premiul „Glamour”

- Premiul „ Stil de coafură” (2007 ) – Pantene Beauty Awards[nefuncțională]

- Patru Premii ale industriei de modă și modelling, două pentru emisiunea Pro Fashion - Pro TV, două pentru emisiunea Stil - Prima TV.

- Premiul „The Digital Diva of the Year” Arhivat în 17 ianuarie 2019, la Wayback Machine. (2013)

- Premiile ELLE STYLE AWARDS - Premiul „Style Icon” (2013)

## Studii
A studiat Liceul Economic "Virgil Madgearu" și Facultatea de Limbi Străine, în cadrul secției Engleză-Italiană a Universității Spiru Haret din București.